# Stone Street (Boxford)
Stone Street is een gehucht in het bestuurlijke gebied Babergh, in het Engelse graafschap Suffolk. Het maakt deel uit van de civil parish Boxford. Het heeft 224 inwoners.